# Regel van Simpson

De regel van Simpson kan worden afgeleid door benadering van de integrand (blauw) met de kwadratische interpolant (rood).

De regel van Simpson is een benaderingsformule om de  numerieke waarde van een integraal te berekenen. De regel, die ontwikkeld is door Thomas Simpson, is een speciaal geval van een formule van Newton-Cotes.
De regel van Simpson benadert de integraal van een functie {\displaystyle f} over het interval {\displaystyle [a,b]} als de integraal van de tweedegraadspolynoom {\displaystyle P(x)} die de functie benadert en in de eindpunten en het midden {\displaystyle m=(a+b)/2} van het interval met de functie overeenkomt, d.w.z. 
{\displaystyle P(a)=f(a)}
{\displaystyle P(b)=f(b)}
{\displaystyle P(m)=f(m)}
De polynoom {\displaystyle P(x)=px^{2}+qx+r} is door deze eis bepaald. Er gelden de volgende drie lineaire vergelijkingen:
{\displaystyle pa^{2}+qa+r=f(a)}
{\displaystyle pb^{2}+qb+r=f(b)}
{\displaystyle pm^{2}+qm+r=f(m)}
De laatste vergelijking is:
{\displaystyle f({\tfrac {a+b}{2}})=p\,\left({\frac {a+b}{2}}\right)^{2}+q\,{\frac {a+b}{2}}+r={\tfrac {1}{4}}p\,(a^{2}+2ab+b^{2})+{\tfrac {1}{2}}(a+b)+q}
waaruit door substitutie van de eerste twee volgt:
{\displaystyle 2pab+qa+qb+2r=4f({\tfrac {a+b}{2}})-(f(a)+f(b))}
De integraal van {\displaystyle P(x)} is dan 
{\displaystyle \int _{a}^{b}P(x)\mathrm {d} x={\tfrac {1}{3}}p(b^{3}-a^{3})+{\tfrac {1}{2}}q(b^{2}-a^{2})+r(b-a)}
{\displaystyle =(b-a)({\tfrac {1}{3}}p(b^{2}+ab+a^{2})+{\tfrac {1}{2}}q(b+a)+r)}
{\displaystyle =(b-a)({\tfrac {1}{3}}(pb^{2}+pab+pa^{2})+{\tfrac {1}{2}}(qb+qa)+r)}
{\displaystyle =(b-a){\tfrac {1}{6}}(f(a)+4f({\tfrac {a+b}{2}})+f(b))}
dus een gewogen som van de functiewaarden in de eindpunten {\displaystyle a} en {\displaystyle b} en het midden van het interval .
Met de regel van Simpson wordt de integraal dus benaderd door: 
{\displaystyle \int _{a}^{b}f(x)\,{\rm {d}}x\approx {\frac {b-a}{6}}\left[f(a)+4f\left({\tfrac {a+b}{2}}\right)+f(b)\right].}

Illustratie van de samengestelde Simpson-regel.

Voor een goede benadering is het van belang dat de variatie van de integrand over het interval niet te groot is. In praktijk wordt daarom het interval verdeeld in een aantal subintervallen, en wordt op elk subinterval de regel van Simpson toegepast. Als de intervallen tussen de functiewaarden van gelijke lengte {\displaystyle h} zijn, wordt de benadering:
{\displaystyle \int _{a}^{b}f(x)\,{\rm {d}}x\approx {\frac {h}{3}}(f(x_{0})+4f(x_{1})+2f(x_{2})+4f(x_{3})+2f(x_{4})+\ldots +4f(x_{n-1})+f(x_{n}))}
Als het interval gehalveerd wordt, verkleint de fout met een factor 32. De regel van Simpson is daarmee efficiënter dan de meer eenvoudige trapeziumregel. Deze beide methoden zijn ingebouwd in de methode van Romberg.